# Böttiger (släkt)
Böttiger är en släkt som stammar från kurfurstendömet Sachsen. En medlem av densamma var Johann Friedrich Böttiger som är Meissen-porslinets skapare. En brorson till honom var Daniel Wilhelm Böttiger (1700-1777) som flyttade till Sverige. 
Daniel Wilhelm Böttiger, född 1700 i Preussen, död 1777 var apotekare i Uppsala.
Farbrodern Johann Friedrich Böttiger nämns i flera svenska och tyska uppslagsverk. Han var först alkemist (guldmakare), flydde sedan från Preussen till Sachsen och sattes av August den starke att i Dresden lösa gåtan med hur man gör porslin. Han lyckades göra rött porslin 1708 och slutligen vitt porslin 1713. Detta blev grunden till den tyska porslinsindustrin. Han levde 1685-1719, blev tidigt faderlös, understöddes i sina studier av moderns nye make.